# Qaasuitsup Kommunia
Die Qaasuitsup Kommunia war eine grönländische Kommune mit einer Bevölkerungszahl von etwa 17.100 Einwohnern bei ihrer Auflösung 2018 und einer Fläche von etwa 661.000 km². Der Kommunalsitz lag in Ilulissat. Die Kommune wurde am 1. Januar 2018 in die zwei Kommunen Avannaata Kommunia und Kommune Qeqertalik aufgeteilt.

## Lage
Die Qaasuitsup Kommunia lag im Nordwesten Grönlands. Im Nordosten bildete der Petermann Gletsjer die Grenze zum Nordost-Grönland-Nationalpark. Im Süden lag im Fjord Nassuttooq die Grenze zur Qeqqata Kommunia. Im Norden des ehemaligen Gemeindegebiets liegt das gemeindefreie Gebiet der Thule Air Base (grönländisch Pituffik).

## Geschichte
Die Qaasuitsup Kommunia wurde am 1. Januar 2009 durch die Zusammenlegung der bisherigen Gemeinden Kangaatsiaq, Aasiaat, Qasigiannguit, Qeqertarsuaq, Ilulissat, Uummannaq, Upernavik und Qaanaaq gegründet. Am 1. Januar 2018 wurde die Kommune in die zwei Kommunen Avannaata Kommunia und Kommune Qeqertalik aufgeteilt. Der Name der Kommune bedeutet übersetzt „Kommune des Gebiets, wo es nicht Tag wird“.

## Orte
Für eine Übersicht über die bewohnten Orte der Kommune, siehe die Übersichten der beiden Nachfolgekommunen.

## Politik

### Bürgermeister
- 2009–2013: Jess Svane (Siumut)
- 2013–2017: Ole Dorph (Siumut)

### Kommunalwahlergebnisse
| Wahl | Atassut | Demokraatit | Inuit Ataqatigiit | Kattusseqatigiit Partiiat | Partii Inuit | Siumut | Einzelkandidaten |
| ---- | ------- | ----------- | ----------------- | ------------------------- | ------------ | ------ | ---------------- |
| 2008 | 20,7 %  | 5,5 %       | 23,3 %            | 12,4 %                    | —            | 37,8 % | 0,2 %            |
| 2013 | 13,6 %  | 2,3 %       | 22,6 %            | 3,2 %                     | 2,0 %        | 55,9 % | 0,3 %            |

Quelle:

## Wirtschaft
Die Qaasuitsup Kommunia lebte vor allem von der Fischerei. Die bedeutendsten Fangprodukte waren Heilbutt, Krabben, Garnelen, Rogen und Kabeljau.
Ilulissat ist das Tourismuszentrum Grönlands, wo vor allem Erlebnistourismus angeboten wird. Eine besondere Touristenattraktion ist der Ilulissat-Eisfjord.

## Verkehr
Im Frühjahr friert das Eis in Nordgrönland zu, weswegen die Kommune in dieser Zeit nicht mit dem Schiff erreichbar war. Von den Flughäfen in Qaanaaq, Upernavik, Qaarsut, Ilulissat und Aasiaat aus werden die übrigen Städte und Dörfer angeflogen.

## Wappen
Wappenbeschreibung: In Blau acht geleinte weiße Schlittenhunde von hinten, deren blaue Leinen über eine weiße breite Schneefläche sichtbar und an zwei aus dem Schildrand ragenden hochgebogenen Schlittenkufen befestigt sind. Über den Hunden schweben unter einem zwischen den Schildrand als Schildhaupt gelegten silbernen Polarlicht mit drei spitzen Einschnitten an seiner Unterseite balkenweise ein aufgehender silberner Mond mit der Öffnung nach links zeigend, eine silberne Sonne ohne Gesicht mit kurzen Strahlen und eine silberne Schneeflocke.
Das Wappen wurde vom Künstler Kristian Fly entworfen. Die acht Hunde stehen vermutlich für die acht Städte der Kommune.